# Kapustyne (obwód mikołajowski)
Kapustyne (ukr. Капустине) – osiedle na Ukrainie, w obwodzie mikołajowskim, w rejonie mikołajowskim, w hromadzie Miszkowo-Pohoriłowe. W 2001 liczyło 517 mieszkańców, spośród których 351 wskazało jako ojczysty język ukraiński, 155 rosyjski, 5 mołdawski, a 6 białoruski.